# Rjóun Maru

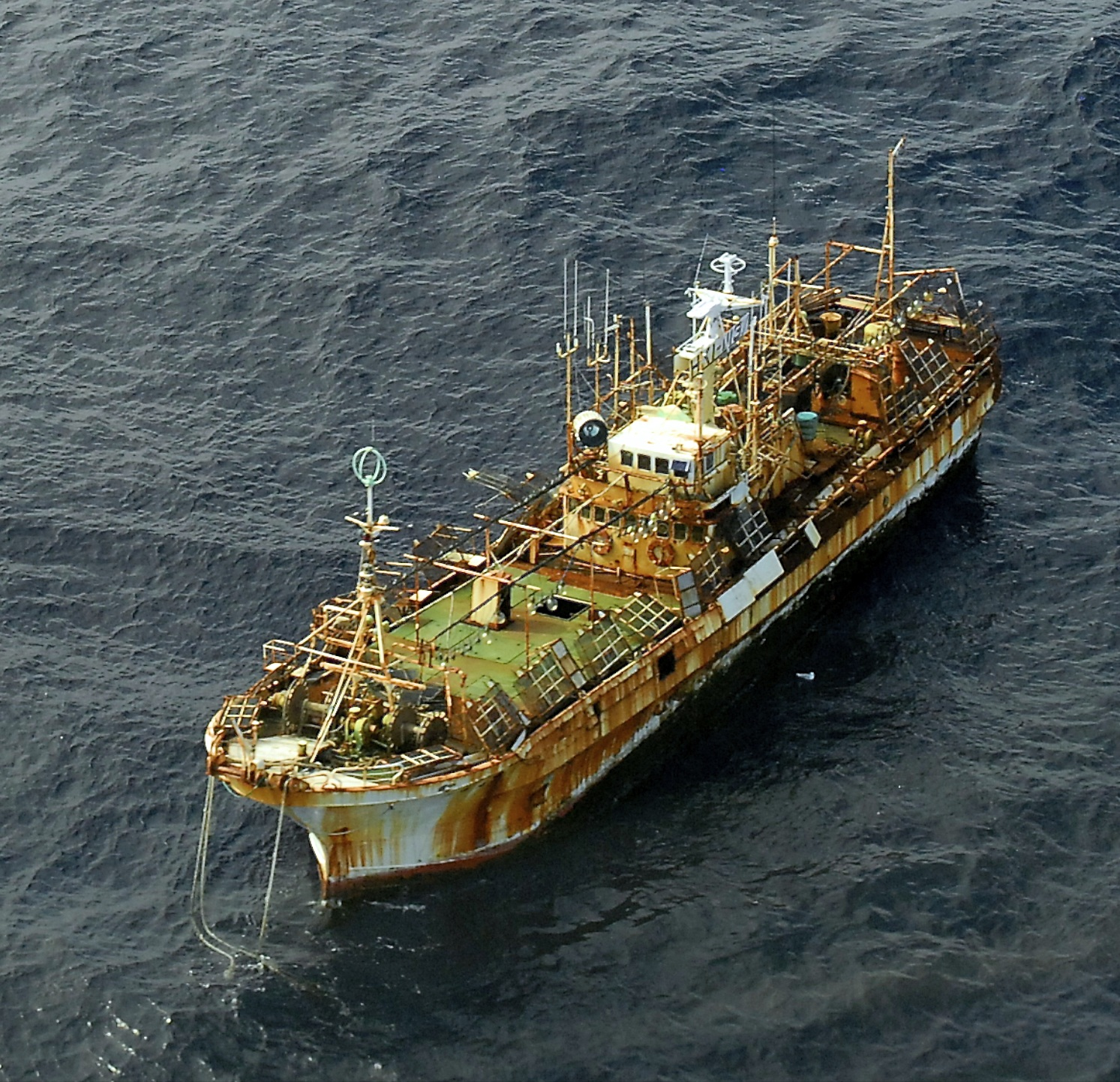
Volně unášená Rjóun Maru 4. dubna 2012

Rjóun Maru (japonsky 漁運丸) byla japonská rybářská loď, kterou odneslo zemětřesení a cunami v Tóhoku v roce 2011 z kotviště v prefektuře Aomori do Tichého oceánu, kde ji pak volně unášel proud. Zhruba po roce ji odhadlila letecká hlídka Kanadských ozbrojených sil ve vzdálenosti 280 kilometrů (150 námořních mil) od pobřeží Haida Gwaii v Britské Kolumbii. Neřízenou loď zanesl 1. dubna 2012 proud do vod Spojených států amerických a následně ji v Aljašském zálivu 5. dubna 2012 střelbou potopil kutr americké pobřežní stráže USCGC Anacapa (WPB-1335).